# دكتور بالعافية (فلم)
دكتور بالعافية (بالإنجليزية: The Unwilling Doctor - Toubib el affia) فيلم دراما وكوميدي من إنتاج مصري مغربي مشترك  للمخرج يوسف معلوف، والمخرج الفرنسي هنري جاك، عن مسرحية موليير «الطبيب رغم نفسه» لعام 1666، قام بكتابة السيناريو والحوار عبد العزيز سلام. الفيلم من بطولة كمال الشناوي، وأميرة أمير، ومجموعة ممثلين من المغرب، وتدور الأحداث حول زوجة تقوم بخدعة على زوجها للانتقام منه، وذلك عن طريق الاتفاق مع بعض الرجال على ضربه كما ضربها ووضعه في موقف حَرِج، والادعاء بانه طبيب. تم التصوير في استوديوهات مراكش على مدار عام كامل، وتكلف الفيلم مبلغ مائة ألف جنيه حسب ملصقات الفيلم الدعائية
صدر الفيلم إلى دور العرض المصرية في أول يناير 1953.

## طاقم التمثيل
البطولة: كمال الشناوي – أميرة أمير – محمد التابعي – ليلى الجزائرية.
بالاشتراك مع طاقم التمثيل المغربي: العربي الدغمي – البشير العلج – براهيم سوسي – حمادي التونسي – الطيب الصديقي – عبد الرازق حكم – غاموسي – ليلى فريدة – جميلة شقرون – ايتو بنت لحسن – حمادي عمور – محمد عفيفي – عبد الله شقرون. أيضاً: محمد التونسي (مطرب تونسي) - لطيفة (ممثلة جزائرية) - ليلى الدرزية (ممثلة جزائرية).

## ملخص أحداث الفيلم
تدور الأحداث في العصور الوسطى حول زوجة تريد الانتقام من زوجها بعد أن قام بضربها. تلتقي الزوجة، بالصدفة، بخادمين يبحثان عن طبيب لعلاج ابنة سيدهما، وتقنعهم الزوجة بأن زوجها طبيب ماهر ولكنه يرفض البوح بهذا السر، ولذا يجب أن يتم إجباره بالقوة على الاعتراف بذلك السر، وبالفعل يصطحب الخادمان زوجها إلى منزل سيدهما بالقوة بعد أن قاما بضربه ضربًا مبرحًا، وهناك يعرف أن ابنة سيدهما مريضة بسبب أبيها الذي يرغب في إرغامها على الزواج من رجل غني بالرغم من حبها لرجل آخر، ويكون على «الطبيب رغم أنفه» أن يعالج الأمر، والجمع بين العاشقين، وهذا ما يحدث.

## موسيقى الفيلم
تضمن الفيلم تابلوهات راقصة، وأغاني، والألحان قدمها عزت الجاهلي، وفريد غصن، وأحمد صدقي، والكلمات للشاعر الغنائي عبد العزيز سلام.
- الزوجة الخرساء: غناء محمد التابعي - كلمات عبد العزيز سلام – ألحان عزت الجاهلي.
- هو الحبيب هو: غناء عصمت عبد العليم - كلمات عبد العزيز سلام - ألحان فريد غصن.
- طير يا حصان: غناء عصمت عبد العليم - كلمات عبد العزيز سلام - ألحان أحمد صدقي.

## وصلات خارجية
- مقالات تستعمل روابط فنية بلا صلة مع ويكي بيانات
- دكتور بالعافية (فيلم)
- دكتور بالعافية (فيلم)
- دكتور بالعافية (فيلم)
- دكتور بالعافية (فيلم)
- دكتور بالعافية (فيلم)
- دكتور بالعافية (فيلم)